# Gere Attila
Gere Attila (Pécs, 1954–) magyar borász. Az Év Borásza cím (1994) és a Magyar Köztársaság Lovagkeresztjének (2001) kitüntetettje. A Pannon Bormíves Céh alapító tagja. 
Világszínvonalú pincészetével a Villányi borvidék egyik legelismertebb termelője, olyan nemzetközileg jegyzett bormárkák létrehozója, mint a Kopar, a Solus és az Attila.

## Pályája
A szegedi erdészeti technikumban érettségizett 1973-ban, később 17 évig erdész volt az újpetrei téesznél. 1978-ban került Villányba. Apósa mellett tanult meg borászkodni, 1991-től főállásban. 
Bár házassága révén került kapcsolatba a villányi borászattal, saját családjában nyolc generációs hagyományra tekint ez vissza, dédszülei borkészítő villányiak voltak. 700 négyszögöl szőlőn kezdett gazdálkodni, mára a birtok 75 hektárra nőtt.
A Kopár-dűlő felső, meredekebb, komplexebb borokat adó termőterületén elsők között kezdett szőlőművelésbe. 1997-ben állította össze először a Kopar Cuvée-t a pince legszebb borainak házasításából, amelyet az általa legkiemelkedőbbnek tartott villányi dűlőről nevezett el, és ily módon járult hozzá a termőterület országos és nemzetközi megismertetéséhez. 2001-ben az Ördögárok-dűlő rekultivációjával elsőként újra művelésbe vonta a termőterületet, ez ma a borvidék egyik kiemelt terroirjának számít. 2008-ban palackozta le először Fekete Járdovány borát, ezzel egy régi, Kárpát-medencei szőlőfajtát hozott vissza a termelésbe.

## Gere Attila Pincészete
2002-ben építették fel a ma is működő, modern feldolgozót és érlelőpincét. 2008-ban adták át a négycsillagos Gere Crocus Resort & Wine Spa**** hotelt és a Mandula Éttermet. 2010-ben kezdték meg a szőlőmagolaj és a szőlőhéj feldolgozását. 2010-ben indult el a bioművelésre történő átállás folyamata, ma a teljes Gere-birtokon hivatalosan is organikus szőlőművelés folyik.

## Szakmai sikerek
- A legjobb nemzetközi vörösbor (2004, Bécs, AWC nemzetközi borverseny, 6 nemzet 75 legjobb pincészetével, 4126 nevezett mintával)
- Kategóriagyőztes (az osztrák Wein & Co. tesztje, szuper-toszkánok (Masseto, Ornellaia) és bordeaux-i nagy borok (Chateau Latour, Chateau Petrus) mezőnye)
- Negyedik helyezés (belga Wine & Food magazin, francia, olasz és chilei csúcsborok vaktesztje)
- Első és második helyezés a legjobb magyar vörösborok tesztjében (Alles über Wein német magazin)
- A Dán Sommelier Szövetség a legjobb 2006-ban kóstolt vörösbornak választotta a 2003-as évjáratú Kopart.
- Kiemelkedő, 18 pontos értékelést kapott Jancis Robinson MW oldalán a 2007-es évjáratú Kopar és Cabernet Franc Selection.
- Az amerikai borkritikus, James Suckling 94 pontra értékelte a 2012-es évjáratú Attila Cuvée-t.
- Nagy aranyérmet nyert a Berliner Wine Trophy borversenyén 2023-ban a 2017-es évjáratú Attila Cuvée.

## Külső hivatkozások
- Gere pincészet hivatalos honlapja
- Bemutatkozik Gere Attila borász
- 2005. március 4. Gere pincészet borkóstolójáról beszámoló
- A Művelt Alkoholista kapcsolódó cikkei